# Paso Morelos
Paso Morelos, conocido antiguamente como Cuetlajuchitlán o Cuetlajuchi, es una de las 22 localidades que integran el municipio de Huitzuco de los Figueroa en el estado de Guerrero. Las principales actividades de esta localidad son la agricultura y la ganadería.
A la localidad la atraviesa la carretera estatal número 1 que comunica a la ciudad de Iguala de la Independencia con la población de Copalillo; Perpendicularmente a esta carretera y a un km de distancia se localiza la Caseta de cobro (con el mismo nombre de la localidad) de la Autopista del Sol, la cual comunica a la Ciudad de México con Acapulco. En tal sitio, existe una parada de Autobuses y taxis siendo un lugar con bastante comunicación y transporte.
Paso Morelos se localiza en las coordenadas 18°13′N 99°12′O / 18.217, -99.200 y tiene una altitud de 1100 m s. n. m.

## Toponimia
- La palabra Cuetlajuchitlán antiguamente nombrada a la población por los primeros habitantes y debido a la cercanía de la zona arqueológica del mismo nombre, significa en lengua Náhuatl: “Lugar de flores rojas” o “Lugar marchito”.[4]
- La denominación de renombre a Paso Morelos se le da en honor a José María Morelos y Pavón.

## Reseña histórica

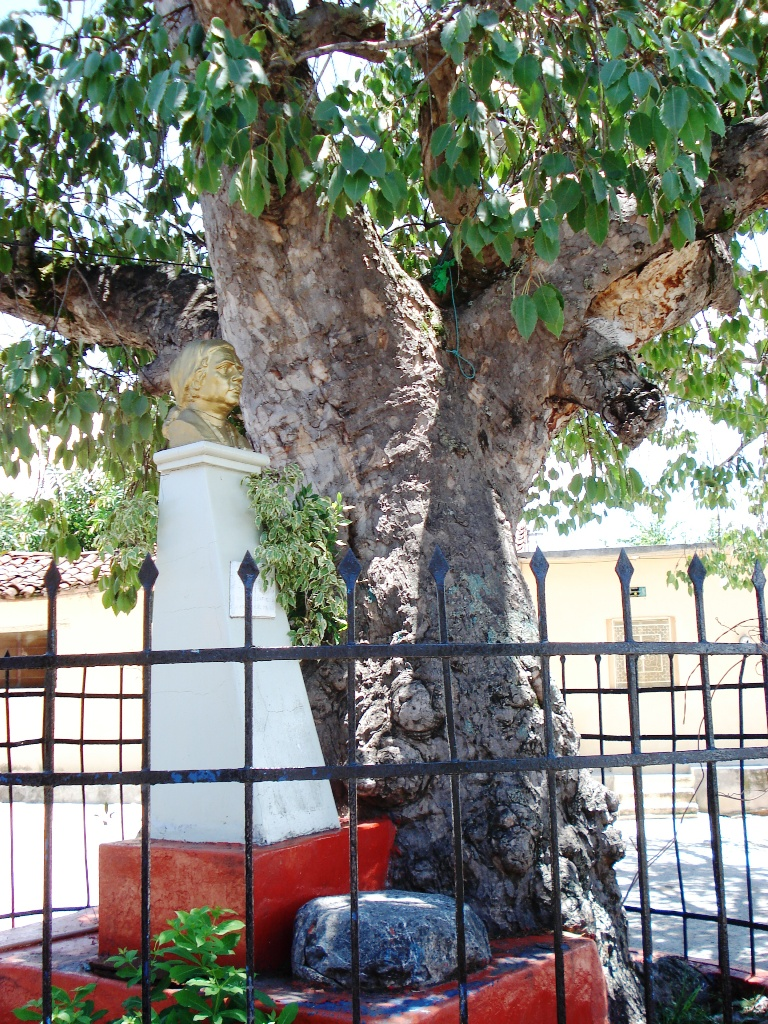
Árbol de Capire, donde José María Morelos y Pavón descansó después de ser apresado en Temalaca. Desde 1995 se sitúa un monumento en su honor junto a dicho árbol.

La localidad fue fundada alrededor de 1800 por indígenas presumiblemente de etnia tolteca. El significado del nombre actual de la comunidad se le dio en honor a José María Morelos y Pavón, militar insurgente y liberal en la guerra de Independencia de México, quien al ser apresado en Temalaca el 5 de noviembre de 1815 y conducido rumbo al Estado de México, tomó un descanso al noreste de esta localidad, a la sombra de un árbol de Capire donde actualmente se encuentra un monumento en su honor. Dicha escultura fue fundada en 1995 por el Mario Ocampo Vicario, expresidente municipal de Huitzuco de los Figueroa.
En 1839, por gestiones del Basilio Nájera Estela, se solicitaron las festividades en el mes de noviembre, las cuales dan inicio el día 7 con un programa cívico en memoria del héroe nacional y se prolongan aproximadamente 10 días.

## Demografía
Su población, según estudios del Instituto Nacional de Estadística y Geografía mediante el II Conteo de Población y Vivienda en el 2005, fue de 912 habitantes, de los cuales, 440 eran hombres y 472 eran mujeres.

## Atractivos turísticos
Muy cerca de la localidad, a tan solo 3 km al sureste, se encuentra la zona arqueológica de Cuetlajuchitlán, misma que abarca varias hectáreas del municipio de Huitzuco de los Figueroa y describe mediante complejos arquitectónicos labrados en cantera, el modo de vida de los primeros grupos de personas que habitaron la región.